# الفرقة الثالثة ( جنوب فيتنام )
كانت الفرقة الثالثة من جيش جمهورية فيتنام (ARVN), جيش الدولة القومية لفيتنام الجنوبية التي كانت موجودة من 1955 إلى 1975, وجزءًا من الفيلق الأول الذي أشرف على المنطقة الشمالية من جنوب فيتنام، وسط فيتنام.
نشأت الفرقة في البداية في نوفمبر1971 في Quảng Trị وتتألف من فوج المشاة الثاني (من الفرقة الأولى)، وفوج المشاة 56 وفوج المشاة 57، وكان القائد الأول هو العميد Vă Văn Giai النائب السابق لقائد الفرقة الأولى.
انهارت الفرقة المثقلة بالأعباء في عام1972 خلال هجوم عيد الفصح، وأعيد تشكيلها ودُمرت أخيرًا في دا نانغ في عام1975 خلال حملة هيو دا نانغ.

## تاريخ
في نهاية عام1969 م، الجنرال. اقترح ملفين زايس، قائد الفيلق الرابع والعشرون الأمريكي في الفيلق الأول، تقسيم الفرقة الأولى (بأربعة أفواج وحوالي 19 كتيبة قتالية) إلى فرقتين يسيطر عليهما مقر «فيلق خفيف» مسؤول عن الدفاع عن المنطقة المنزوعة السلاح الفيتنامية (DMZ) المنطقة، ولكن رئيسه المباشر، اللفتنانت جنرال، هيرمان نيكرسون جونيور (USMC)، قائد القوة البحرية البرمائية الثالثة (وكبير مستشاري الفيلق الأول) والجنرال هوانغ شوان لام، قائد الفيلق الأول، عارضوا الفكرة، ومشيرًا إلى عدم وجود عدد كافٍ من الضباط الفيتناميين ذوي الخبرة لتوظيف طاقم جديد. يأمر. :382
في يوليو1971، بدلاً من نقل إحدى فرقARVN التي تتخذ من دلتا نهر ميكونغ مقراً لها شمالاً، وكما أوصى الجنرال روبرت إي كوشمان جونيور، كبير مستشاري الفيلق الرابع، جنرال كريتون أبرامز من COMUSMACV جنباً إلى جنب مع رئيس هيئة الأركان العامة المشتركة الجنرال كاو فين فين، قرار إنشاء فرقة المشاة الثالثة الجديدة من العناصر النظامية والإقليمية الموجودة في الفيلق الأول. :476
أكد جنرالARVN Ngô Quang Trưởng أنه على الرغم من أن الشعبة لم تخوض معركة منسقة كفرقة، إلا أن كتائبها كانت فرق قتالية محنكة تتمتع بخبرة طويلة في القتال في مقاطعة Quảng Trị الشمالية، وكان معظم جنود الفرقة من مواطني المنطقة على دراية بتضاريسها وطقسها، وكانت كتائب الفوجين 56 و 57 من قدامى المحاربين في المنطقة المجردة من السلاح، ولقد احتلوا معسكرات القاعدة ونقاط القوة التي كانوا فيها منذ سنوات ويعيشون في قرى قريبة،  :18خمس من كتائب المشاة التسعة وسرب الفرسان المدرع كانت جميعها وحدات ذات سجلات قتالية طويلة، بعد أن قاتلت قوات الجيش الشعبي الفيتنامي (PAVN) في منطقة DMZ لعدة سنوات، وتم نقل كتائب المشاة الأربع الأخرى كوحدات كاملة، وليست مجزأة، منARVN والقوات الإقليمية للفيلق الأول. :165على النقيض من هذا التقييم، يؤكد مؤلفون آخرون أن الفوجين 56 و 57 كانا مكونين من الفارين الذين تم أسرهم، والمجرمين المفرج عنهم، والمنقولين ذوي التدريب السيئ من القوات الإقليمية والشعبية والمجندين الجدد، بقيادة ضباط وضباط صف رفضتهم وحدات أخرى.  :128
كانت الشعبة مسؤولة بشكل عام عن مقاطعةQuảng Trị، على الرغم من قربها من المنطقة المجردة من السلاح، وكان يُعتقد أنPAVN لن تشن هجومًا مباشرًا عبر المنطقة المجردة من السلاح ولذا فقد اعتبرت منطقة آمنة لتشكيل الفرقة والتدريب فيها.  يقع مقرها الرئيسي تحت قيادة العميد Vă Vn Giai، النائب السابق لقائد الفرقة الأولى، في قاعدة Ái Tử القتالية، وتم نشر الفوجين 56 و 57 اللذين تم تفعيلهما حديثًا على سلسلة من النقاط القوية وقواعد الدعم الناري المنتشرة في المنطقة الواقعة جنوب المنطقة المجردة من السلاح مباشرة ومن الساحل إلى الجبال في الغرب، وكان مقر الفوج 56 في كامب كارول بينما كان الفوج 57 فيFirebase C1, واحتل الفوج الثاني معسكر كارول باثنتين من كتيبته فيFirebase C2, وكان كامب كارول هو العمود الفقري لخط الدفاعARVN الشمالي والغربي الواقع على الطريق 9، الطريق الرئيسي غربًا إلى حدود لاوس، وكان سرب الفرسان المدرع الحادي عشر التابع للفرقة يقع في منطقة إنزال شارون جنوبQuảng Trị.  :18–9
بالإضافة إلى وحداتها العضوية، وكان للقسم سيطرة تشغيلية على لواءين بحريين من الاحتياطي العام، وكان مقر اللواء147 البحري في معسكر ماي لوك2 كم شرق كامب كارول وكان اللواء258 في Firebase Nancy, وقدم المارينز والفوج56 دفاعًا قويًا يواجه الغرب حيث كان من المفترض أن يكون هذا هو الاتجاه الأكثر احتمالا للهجوم.  :19
في30 مارس، كانت الفرقة في منتصف تناوب وحداتها بين المواقع الدفاعية المختلفة، واستولى الفوج56 على معسكر كارول وFirebase Khe Gio و Firebase Fuller من الفوج الثاني، واستولى الفوج 57 على المنطقة من قاعدة أونغ ها القتالية شمالًا إلى المنطقة المجردة من السلاح وشرقًا إلى الساحل، واستولى الفوج الثاني على القواعد القتالية شمال قاعدة كام لا القتالية،  :23–4تم اختلاط الفوجين على الطريق 9 وانقطع الاتصال اللاسلكي مع مقر الفرقة عندما بدأتPAVN هجومها.  :130

### هجوم عيد الفصح

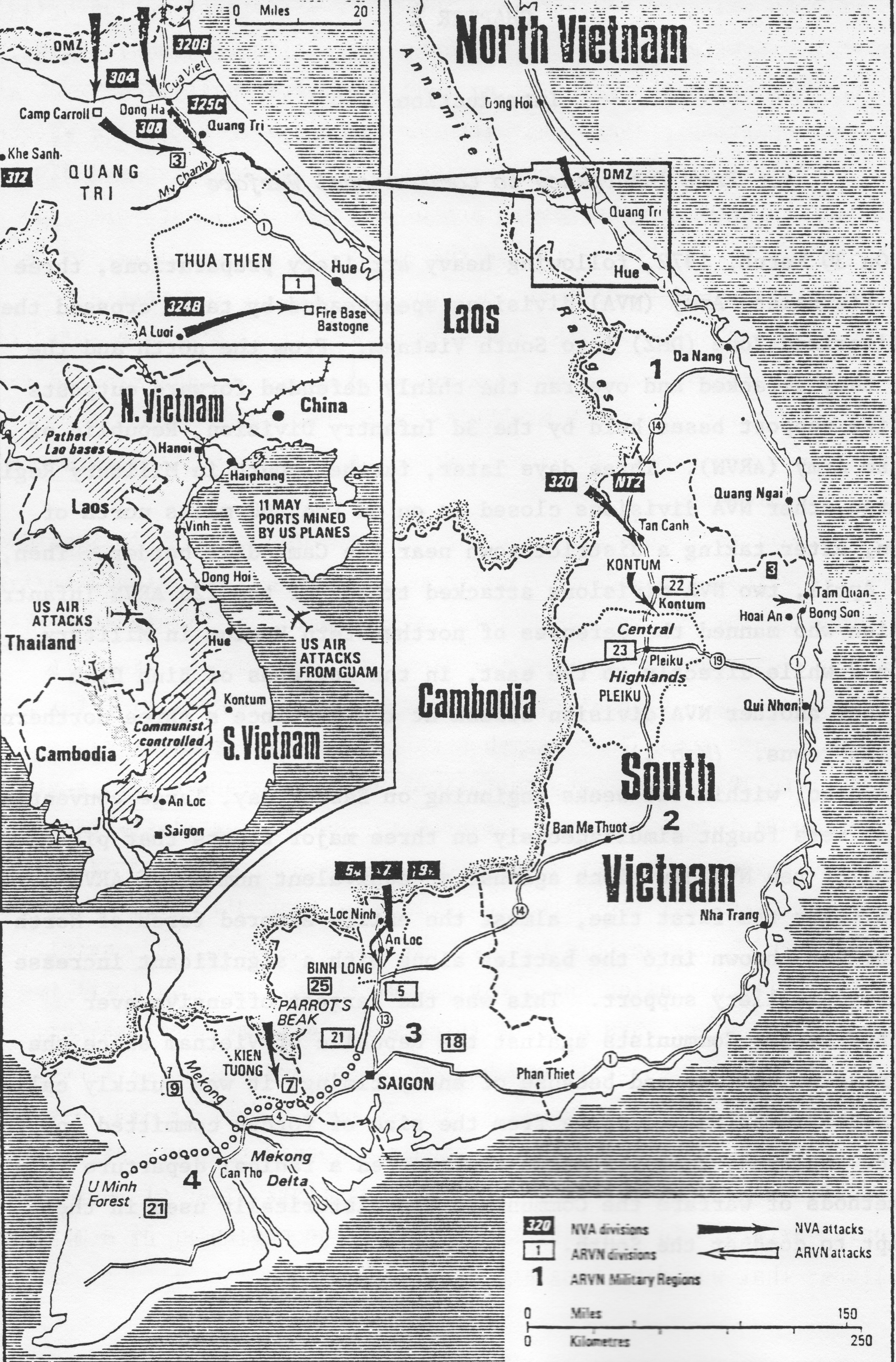
خريطة هجوم عيد الفصح

بدأ الهجوم في ظهر يوم30 مارس1972، عندما أمطرت قصف مدفعي مكثف على مواقعARVN في أقصى الشمال حيث كان الفوجان 56 و 57 لا يزالان في طور احتلال معسكر كارول و Strongpoint C-1, فرقتا PAVN (الفرقة 304 و 308 - ما يقرب من 30.000 جندي) مدعومة بأكثر من 100 دبابة (في فوجين) ثم تدحرجت فوق المنطقة المجردة من السلاح لمهاجمة الفيلق الأول، وهاجمت الفرقة 308 وفوجان مستقلان «الحلقة الفولاذية»، قوس قواعد النارARVN جنوب المنطقة المجردة من السلاح، ومن الغرب، تحرك 312، بما في ذلك فوج مدرع، خارج لاوس على طول الطريق 9، بعد Khe Sanh ، وفي وادي نهر Quảng Trị باتجاه كامب كارول.
في30 مارس1972، تم نشر اللواء258 من مشاة البحرية إلى الأمام إلى دونغ ها،  :43 وفي وقت مبكر من صباح1 أبريل تحت ضغط منPAVN، تخلت كتيبة مشاة البحرية الفيتنامية الرابعة عن Firebase Sarge وتراجعت إلى معسكر ماي لوك،  :44–5 وانسحب الفوج56 إلى معسكر كارول، وانسحب الفوج57 إلى الشمال من دونغ ها والفوج الثاني إلى كام لي،  :27بحلول1 أبريل، اخترقت PAVN مواقعARVN الدفاعية على طول المنطقة المجردة من السلاح وشمال نهر كام لو وبدأت وحدات ARVN المجزأة والمدنيون المرعوبون في الانسحاب إلى Ong Hà,  :45أمر الجنرال جياي بانسحاب الفرقة الواقعة جنوب نهر كا فيت من أجل إعادة تنظيم خط دفاعي جديد لقواته: القوات الإقليمية والشعبية ستؤمن المنطقة من الساحل إلى 5كيلومتر داخلي سيحتفظ الفوج57 بالمنطقة من هناك إلىĐng Hà ؛ اللواء المدرع الأول بما في ذلك كتيبة الدبابات20 سيحتفظ بـ Ong Hà؛ سيحتفظ الفوج الثاني المعزز بسرب سلاح الفرسان المدرع بكام لي، بينما سيحتفظ الفوج56 مدعومًا بسرب الفرسان المدرع الحادي عشر بمعسكر كارول، تمديد الخط جنوب اللواء147 مشاة البحرية سيحافظ على ماي لوك ويؤمن الأرض المرتفعة على طول الطريق 9 بين Cam Lộ و Mai Loc.  :27
بحلول الساعة 11:00 يوم2 أبريل، تقدمت كتيبة الدبابات العشرين التابعة لـ ARVN إلى Đông Hà لدعم اللواء258 من مشاة البحرية في المدينة وحولها والدفاع عن جسور الطرق والسكك الحديدية المهمة عبر نهر كوا فييت، :50–2استدعت وحدات البحريةANGLICO نيران البحرية لضرب قواتPAVN بالقرب من الجسور على الضفة الشمالية للنهر ودمرت 4 دبابات برمائية PT-76 شرق أونج ها، وتم إصابة المزيد من الدبابات من قبل سلاح الجو لجمهورية فيتنام(RVNAF) A-1 Skyraider قبل إسقاطها،  :53في منتصف النهار، حاولت الدباباتPAVN إجبار جسر الطريق، ولكن تم تدمير6 دبابات بنيران من دبابة ARVN 20th Tank's M48s,  :55في حوالي الساعة 1:00 بعد الظهر، تأرجح النقيب جون ريبلي أحد مستشاري المارينز الفيتناميين تحت جسر الطريق وقضى 3 ساعات في تركيب عبوات هدم لتدمير الجسر، وتم تفجير الجسر في الساعة 16:30 ودُمر جسر السكة الحديد المتضرر في نفس الوقت تقريبًا مما أوقف تقدمPAVN مؤقتًا، وسرعان ما تم إطلاق نيران البحرية وضربة B-52 على قوات PAVN المتجمعة على الضفة الشمالية.  :56–60
في2 أبريل، بعد عدة أيام من القصف وحاصره الكتيبة PAVN العقيد فام فان دينه، قائد الفوج56، استسلم كامب كارول وقواته البالغ عددهم1500 فرد بالكاد تم إطلاق النار،  :29–30مع خسارة معسكر كارول، تخلى لواء مشاة البحرية رقم 147 عن ماي لوك، القاعدة الغربية الأخيرة وعاد إلى كوانج تري ثم إلى هوو، تم استبدال اللواء باللواء الجديد369 مشاة البحرية الذي أنشأ خطًا دفاعيًا جديدًا فيFirebase نانسي، :30سمح الاستيلاء على كامب كارول وماي لوك لقوات PAVN بعبور جسر كام لو، 11كم إلى الغرب من Đông Hà, وكان لدىPAVN بعد ذلك وصول غير مقيد تقريبًا إلى مقاطعة Quảng Trị الغربية شمال نهر Thạch Hãn .
على مدى الأسبوعين التاليين، واصلت القوات البحرية الباكستانية وابلاً من نيران المدفعية وقذائف الهاون والأسلحة الصغيرة على مواقع جيش جمهورية فيتنام وتسللت إلى وحدات صغيرة عبر النهر في قوارب،  :65 وفي 7 أبريل، انسحبت قوات المارينز من دونغ ها تاركين الدفاع إلى الفوج 57، اللواء المدرع الأول ARVN، كتيبة الدبابات20، ومجموعتا رينجر الرابعة والخامسة.  :68
في فجر9 أبريل، شنت PAVN هجومًا بقيادة الدبابات ضد Firebase Pedro جنوب غرب Quảng Trị, وكانت دبابات PAVN قد تفوقت على دعم المشاة وفقدت9 دبابات في حقل ألغام حول بيدرو، وتم إرسال فرقة عمل مدرعة من8 M48s و12 M113s من كتيبة الدبابات20 ARVN من Ái Tử لدعم مشاة البحرية في بيدرو، وفي الوقت نفسه، وصلت طائرة RVNAF A-1 Skyraiders فوق المنطقة ودمرت 5 دبابات،  :68–9عندما وصل درع ARVN دمروا خمسة دبابات T-54 بدون خسائر وقادوا دبابة T-54 التي تم الاستيلاء عليها إلى Ái Tử. في10 و11 أبريل تم صد هجمات PAVN الأخرى على بيدرو بتكلفة تزيد عن 200 قتيل تقديري من PAVN. :70
في18 أبريل، حاولت الفرقة 308 من PAVN الهجوم من الجنوب الغربي الالتفاف على أونغ ها، لكن تم صدها بدفاع عنيد وضربات جوية أمريكية مكثفة،  :74–5 :38–9في 23 أبريل، عاد اللواء147 من مشاة البحرية إلى i Tử وأعيد انتشار اللواء 258 من مشاة البحرية إلى Huế تاركًا الكتيبة الأولى في Firebase Pedro تحت سيطرة اللواء 147.  :40
في28 أبريل، انسحب قائد كتيبة الدبابات العشرين من أونج ها للتعامل مع قوةPAVN التي تهدد Ái Tử ، ورؤية الدبابات تركت جنود الفوج57 مذعورة وتخلت عن مواقعها مما أدى إلى انهيار خط دفاع ARVN. :78تم إرسال الكتيبة السابعة منVNMC إلى Ái Tử للمساعدة في الدفاع عن القاعدة، :78في02:00 يوم29 أبريل، هاجمتPAVN مواقعARVN شمال وجنوب القاعدة وبدأت دفاعات ARVN في الانهيار، بحلول منتصف نهار يوم30 أبريل، أمر الجنرالGiai بالانسحاب منÁi Tử إلى خط دفاعي على طول جنوبThạch نهر هان والانسحاب اكتمل في وقت متأخر من ذلك اليوم، :79–80في1 مايو مع تفكك قواته، قرر الجنرال جياي أن أي دفاع إضافي عن مدينةQuảng Trị لا طائل من ورائه وأن جيش جمهورية فيتنام يجب أن ينسحب إلى خط دفاعي على طول نهر Mỹ Chánh 13كيلومتر إلى الجنوب، اتخذ هذا القرار بموافقة ضمنية من قائد الفيلق الأول الجنرال هوانغ شوان لام، :82–3 :44غادر اللواء147 مشاة البحرية الذي كان الوحدة الوحيدة التي حافظت على أي تماسك المدينة في قافلة مدرعة، بينما تم إخلاء مجموعة قيادة الفرقة الثالثة بواسطة المروحيات الأمريكية بعد محاولتها مغادرة المدينة عن طريق البر، :45بحلول 2 مايو، سقطت مقاطعةQuảng Trị بالكامل في PAVN وكانوا يهددونHuế . :90بحلول وقت متأخر من مساء يوم2 مايو، كان الجنرال جياي يحاول إعادة تنظيم بقايا الفرقة الثالثة في معسكر إيفانز. :46–7
في2 مايو / أيار، استُدعي قائد الفيلق، الجنرال لام، إلى سايغون للاجتماع مع الرئيس نجوين فين ثيو، وتم إعفاؤه من قيادة الفيلق الأول وحل محله اللفتنانت جنرال ترونج، قائد الفيلق الرابع والقائد السابق للفرقة الأولى،  :171كانت مهمةTrưởng هي الدفاع عنHuế، وتقليل المزيد من الخسائر، واستعادة الأراضي التي تم الاستيلاء عليها، جياي، الذي كان من المقرر أن يكون كبش فداء للانهيار، تم وضعه قيد الاعتقال في5 مايو / أيار وحوكم بتهمة «الهروب من الخدمة في مواجهة العدو»، وحُكم عليه بالسجن لمدة خمس سنوات. :150
كانت الفرقة الثالثة في ذلك الوقت تتألف من مقرها الرئيسي وبقايا الفوجين الثاني والسبعين، وعادت الألوية البحرية إلى السيطرة العملياتية للفرقة البحرية التي تم نشرها الآن بالكامل في الدفاع عن هوو، وقاوم الجنرال ترانج الدعوات لإعادة تشكيل الفرقة لتصبح الفرقة السابعة والعشرين، حيث كان يُنظر إلى الفرقة الثالثة على أنها سيئة الحظ، وأعيد تشكيل الفرقة التي يقودها العميد نجوين دوي هينه في قاعدة فو باي القتالية وتم إصلاح الفوج56 ثم في16يونيو، تم إرسال الشعبة جنوبًا إلى مركز تدريب هوا كام في دا نانج لمزيد من التدريب.
في سبتمبر، تم تكليف القسم بمهمة إشراك فرقةPAVN 711th في وادي Quế Sơn واستعادة Tiên Phước في مقاطعة Quảng Tín التي حققتها بنجاح. :74
رفضت كتابات الجنرال ترانج في عام1980 الكثير من الانتقادات الموجهة لأداء القسم خلال هجوم عيد الفصح، وخاصة أنها تتألف في الغالب من الفارين من الجيش، والمجرمين العسكريين الذين تم العفو عنهم وعناصر أخرى غير مرغوب فيها طردتهم وحدات أخرى، وأكد ترانج أن القسم كان مثقلًا بالأعباء، حيث طُلب منه الدفاع عن منطقة كبيرة ضد هجومPAVN الضخم، وأنه لا يمكن لأي قسم آخر منARVN أن يكون أفضل، عزا ترانج الفضل إلى الشعبة لإبقائها على الخط فيĐông Hà لمدة شهر تقريبًا ضد قوات PAVN الساحقة، حيث اكتسبت وقتًا كافيًا للسماح بنشر قوات الاحتياط العام في مناطق المعارك الحاسمة، وألقى ترانج باللوم إلى حد كبير على قائد الفيلق الجنرال لام وموظفيه لفشلهم في توفير التوجيه والدعم الكافيين للشعبة. :165–9

### 1973-4
خلال حرب الأعلام التي سبقت توقيع اتفاقيات باريس للسلام في27 ديسمبر1972، شنت الشعبة هجومًا مدمرًا ضد قاعدة الفرقة 711 التابعة للفرقةPAVN في منطقة Hiệp Đức, وتم إجراء اختراقات عميقة في الأيام القليلة الأولى وقائد الفيلق الأول، اللفتنانت جنرال، وسعى ترانج لاستغلال النجاح المبكر من خلال فصل فوج المشاة 51 من الفرقة الأولى وفي3 يناير أرسله لتعزيز الفرقة، وفي16 يناير، قائد الفرقة الرائد، الجنرال،Hinh، الفوج51 لمواصلة الهجوم للاستيلاء على Firebase West السابق في Hill 1460 (15°35′06″N 108°11′35″E / 15.585°N 108.193°E) حراسة النهج الشرقي لمنطقة Hiệp Đức , :548كان51 قادرًا على التقدم جزئيًا فقط أعلى التل1460 ولم يتمكن من إزاحة مشاة PAVN التي تحمل الشعار، وفي هذه الأثناء، كانت عناصر من الفوج الثاني عبر واديQuế Sơn واستولت على التل فوقChau Son، وبالتالي السيطرة على الطريق534 إلىHiệp Đức, وفي24 يناير، استمر هجوم الفرقة، وكان الهدف هو Firebase O'Connor السابق (15°34′41″N 108°08′28″E / 15.578°N 108.141°E)على أرض مرتفعة شرقHiệ Đức.  :374في26 يناير، مع وقف إطلاق النار الوشيك وتحرك قواتVC إلى الأراضي المنخفضة المأهولة بالسكان فيQuảng Nam، كان على الشعبة إنهاء هجومها، وأدى هجوم مضاد قوي من قبل قوات الفرقة 711 التي لا تزال علىFirebase West إلى منع مشاة الفرقة من اكتساب Firebase O'Connor، لكن الخسائر الفادحة التي تكبدتها الفرقة 711 أضعفتها المعنوية وأضعفتها بشدة، وبحلول نهاية شهر يناير، كانت قوات الفرقة الثالثة منشغلة في تطهير قواتVCمن القرى الصغيرة الغربية والجنوبية الغربية من دا نانغ، وبحلول نهاية الشهر بقيت قرية صغيرة واحدة فقط تحت تأثير PAVN / VC في منطقةĐại Lộc.  :23
من2 إلى 15 يوليو1974 أطلق الجنرال ترانج عملية كوانج ترونج 3/74، وأرسل الفوج الثاني، كتيبة من سلاح الفرسان المدرع الحادي عشر، كتيبة من 105 ملم. مدافع الهاوتزر، وبطارية عيار 155 ملم، مدافع الهاوتزر و 175 ملم، بنادق في منطقة Tiên Phước للقضاء على عناصر من الفرقة الثانية PAVN ووحدات القوة الرئيسية المحلية VC التي لا تزال تهدد المنطقة، تم إجبارPAVN على الانسحاب منTiên Phước مع خسائر315 قتيلًا وتم الاستيلاء على 150 قطعة سلاح. اكتملت مهمتها، وبدأ الفوج الثاني في العودة إلى كوانج نام في 16 يوليو، لكنه غادر الكتيبة الثالثة لمساعدة قوات الدفاع الراديوية /PF لمقاطعة كوانغ تين بالأمن المحلي.  :114
في الفترة من29 يوليو إلى 7 أغسطس1974، قاتلت الفوجان الثاني والخامس والخمسون في معركة Thượng Đức مع سرب سلاح الفرسان المدرع الحادي عشر، حتى تم إعفاؤهم من قبل الألوية الأولى والثالثة المحمولة جواً. :96 :118
من18 يوليو إلى 4 أكتوبر1974، خاضت الفرقة، مع وحدات رينجر الملحقة، معركة دوك دوك، وقُتل أكثر من4700 رجل أو جُرحوا أو فقدوا في العمليات التي دارت في دوك دوك وما حولها في الهجوم الذي دام ثلاثة أشهر، وكان هناك عدد غير متناسب من الضباط وضباط الصف الذين لم يتوافر لهم من يحل محلهم من ذوي الخبرة.  :113–21
حققت حملة الغارات الإستراتيجية لـ PAVN في المنطقة الشاسعة جنوب Hải Vân Pass ثلاثة أشياء وضعت قوات PAVN في وضع ممتاز لبدء هجوم كبير، أولاً، على الرغم من أن خسائرPAVN كانت عالية جدًا، فقد استنزفت الحملة بشدة جيش جمهورية فيتنام من القادة والجنود ذوي الخبرة، ولم يكن البدلاء مدربين تدريباً جيداً أو بأعداد كافية لرفع قوة الكتائب المنكوبة، ومن ناحية أخرى، كان استبدالPAVN الآن وفيرًا وخاليًا من التدخل. ثانيًا، تم توسيع القيادة والموظفين واللوجستيات والاتصالات فيPAVN بشكل شامل وإثباتها خلال هذه الحملة؛ كان للفيلق الثالث الجديد تجربة قيمة لهجوم كبير خلفه. ثالثًا، دفعت PAVN مقتنياتها إلى حافة السهل الساحلي الضيق وكانت ضمن نطاق المدفعية في كل منشأة رئيسية ومركز سكاني فيتنامي جنوبي تقريبًا، وفي غضون ذلك، تم إحراز تقدم مماثل شمال ممرHải Vân.  :124

### 1975

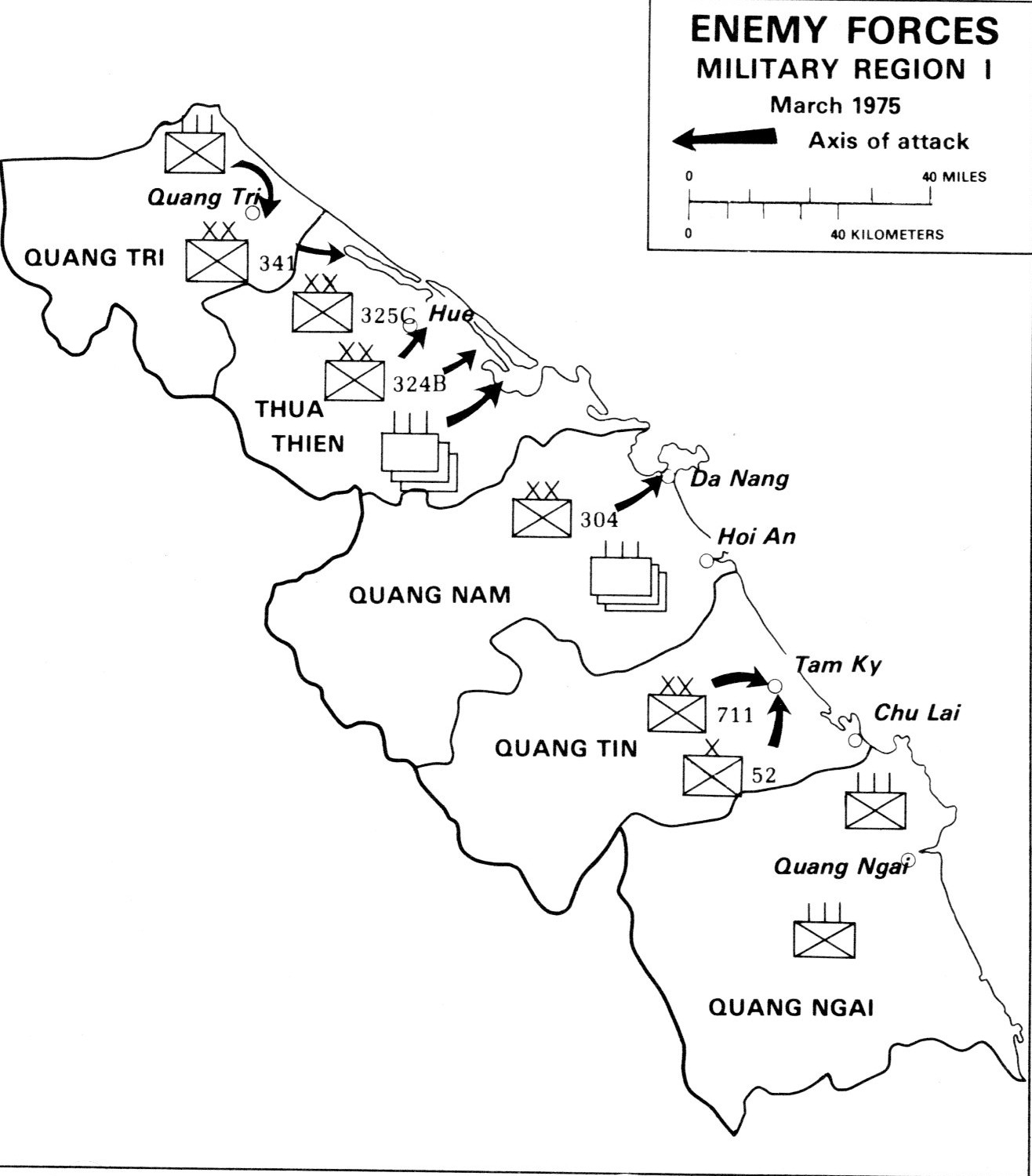
حركة الوحدات الفيتنامية الشمالية في I Corps مارس 1975

في أواخر كانون الثاني (يناير)، قامت الشعبة بغزو ناجح لمدة ستة أيام في أرض متنازع عليها في مقاطعتي دوي زوين وكو سون في كوانغ نام، مما تسبب مرة أخرى في وقوع خسائر كبيرة، وفي الأسبوع الذي أعقب زيادة هجمات تيتPAVN بشكل ملحوظ في مقاطعتي دوك دوك وداي لاك في كوانج نام، ورد جيش جمهورية فيتنام بتركيز كبير من المدفعية والضربات الجوية، وأشارت جميع المؤشرات في المناطق الأمامية إلى هجوم كبير حيث قامت الفرقتانPAVN 304 و2 ، المناهضة للفرقة واللواء الثالث المحمول جواً، بالاستطلاع ونقل الذخيرة والمدفعية إلى الأمام.  :139
من8 مارس، تم إطلاق هجمات المشاة المدعومة من المدفعية ضد الفرقة، اللواء الثالث المحمول جواً والقوات الإقليمية والشعبية من i Lộc إلى Quế Sơn, وتم صد جميع هجمات PAVN تقريبًا بخسائر فادحة من PAVN، ولكن خبراء المتفجرات تمكنوا من اختراق وتفجير الجسر الرئيسي على الطريق 540 شمالĐại Lộc.  :156
في 14 مارس، التقى الجنرال ترونج بالجنرال ثي، قائد قوات الفيلق الأول في مقاطعتيQuảng Trị و Thua Thien، والجنرال لان، قائد الفرقة البحرية، لشرح مفهومه للدفاع النهائي عن Da Nang, وكان سيسحب جميع القوات القتالية إلى كوانغ نام ويدافع عن دا نانغ مع الفرق الأولى والثالثة والبحرية على الخط والفرقة الثانية في الاحتياط، ولكن سيتم الاقتراب من هذا النشر تدريجيًا حيث تم إعفاء قوات الفرقة في مقاطعتي كوانغ تري وثوا ثين وتم التخلي عن التضاريس في الجزء الجنوبي من المنطقة.  :157
في 16 مارس، قصفتPAVN بلدة منطقة Thăng Bình بالمدفعية والبؤر الاستيطانية جنوب غرب القرية، ولكن بحلول 20 مارس، انضمت كتيبتان من الشعبة، أرسلت من مقاطعة Quang Nam، إلى كتيبتين من القوات المسلحة الراديوية في هجوم مضاد مما تسبب في خسائر كبيرة في PAVN في قتال عنيف شرق ثونغ بينه.  :159
بحلول حلول الليل في23 مارس، كان العدد الرسمي للاجئين في دا نانغ، بناءً على تسجيلات الشرطة، 121000، لكن التقدير غير الرسمي من قبل القنصل العام الأمريكي كان40000 0, كل ضروريات الحياة كانت مفقودة أو تختفي بسرعة: الغذاء، الصرف الصحي، السكن، والرعاية الطبية، وفي 24 مارس ، بدأت الحكومة في نقل اللاجئين جنوبًا على متن كل قارب وسفينة متاحة، ولقد نجح الآلاف في تحقيق ذلك ، لكن لم يفعل الكثيرون ذلك، وتم الحد من هجماتPAVN في مقاطعة كوانج نام إلى حد كبير من قبل الشعبة والقوات الإقليمية والشعبية؛ الأمن، على الرغم من أنه نسبي، كان أفضل في دا نانغ من أي مكان آخر في I Corps.  :159
كان الوضع في دا نانغ في26 مارس يقترب من الفوضى، ولكن القسم لا يزال محتجزًا في مقاطعتي i Lộc و Duc Duc ضد الضغط المتزايد، وفي وقت مبكر من صباح ذلك اليوم، سقط 14 صاروخًا ثقيلًا من طرازPAVN على مخيم للاجئين على حافة قاعدة دا نانغ الجوية مما أسفر عن مقتل وإصابة العديد من المدنيين، معظمهم من النساء والأطفال، وكانت الروح المعنوية في الفرقة تتدهور بشدة، وهجر الجنود المذهولون لإنقاذ عائلاتهم في دا نانغ، وكانت السيطرة على السكان شبه غائبة كليًا في المدينة؛ وكان أكثر من مليوني شخص في الشوارع يحاولون جمع عائلاتهم والهرب.  :161
بعد ظهر يوم27 مارس، دمر طياروRVNAF أربع دبابات PAVN مهاجمة بالقرب من Firebase Baldy , وعلى الرغم من أن PAVN أوقفت الهجوم، واحتفظت كتائب الشعبة بمواقعها، إلا أنه كان من الواضح أن الشعبة لن تكون قادرة على احتواء هجماتPAVN في المناطق النائية من Quang Nam, ولذلك أمر الجنرال ترونج بالانسحاب إلى خط أقصر داخل نطاق المدفعية في مركز دا نانج، وفشلت محاولات الحفاظ على هذا الخط حيث فر عدد كبير من جنود الفرقة الثالثة لإنقاذ أسرهم، ومع الهزيمة الوشيكة، قام الجنرال ترانج بشحن جميع القوات المنظمة، ومعظمها من مشاة البحرية، من دا نانغ باتجاه سايغون، وثم غادر هو ومعظم عصاه. البعض منهم، بما في ذلك الجنرال ترانج، اضطروا للسباحة عبر الأمواج إلى أسطول الإنقاذ من القوارب، وسقط دا نانج في PAVN بحلول الليل في 30 مارس. :161
تم إجلاء بقايا القسم الذي تم إجلاؤه عن طريق البحر من دا نانغ في نهاية المطاف فيBà Rịa , وشاركت الوحدات التي تمثل الفوجين الثاني والسادس والخمسين في القتال في با ريا، التي سقطت في27 أبريل، وتم نشر ما تبقى من الشعبة في مواقع دفاعية عند الاقتراب منVũng Tàu.

## منظمة
الوحدات المكونة:
- 2 فوج المشاة
- 56 فوج المشاة
- 57 مشاة فوج
- كتائب المدفعية 30 و 31 و 32 و 33
- 20 سرب سلاح الفرسان المدرع
- الفريق الاستشاري الأمريكي 155